# 嘉義公車捷運
嘉義公車捷運（英語：Chiayi Bus Rapid Transit），常稱嘉義BRT、高鐵BRT，是高鐵嘉義站連結嘉義市及嘉義縣境內之公車捷運系統，屬於SRB半大眾捷運公車（Semirapid Transit Bus），亦是臺灣境內第一且僅存BRT（公車捷運系／Bus Rapid Transit），市區內大部分依照原嘉義捷運（Chiayi Metro）規劃之路廊興建，並被臺中BRT、高雄BRT及台南幹線公車（部分路線使用優先號誌系統）學習與仿效。

## 概要
高鐵嘉義站係無軌道連接臺鐵的車站，當時高鐵局規劃《高鐵嘉義站聯外輕軌運輸計畫可行性研究》，於2004年行政院承諾以BRT先行，2005年3月24日核定實施。為高鐵嘉義站與嘉義市區、嘉義車站、朴子地區之間的旅運需求而興建，由於具有公車專用道、停站數少、公車動態系統以及專屬候車亭、公車優先號誌系統，及採用低底盤無障礙公車行駛等特色，與一般公車系統不盡相同。於2008年1月31日正式啟用（2007年1月5日系統先行），並納入高鐵快捷公車體系， 由嘉義客運負責經營，除高鐵聯外之功能外，亦同時具有取代原台灣糖業鐵路朴子線、北港線之通勤功能，現可於垂楊路及忠孝路上站點、嘉義市先期交通轉運中心及嘉義公園轉乘嘉義市公車路線。目前此路線定位為嘉義捷運藍線之先導公車，待捷運通車之後轉型。

## 歷史

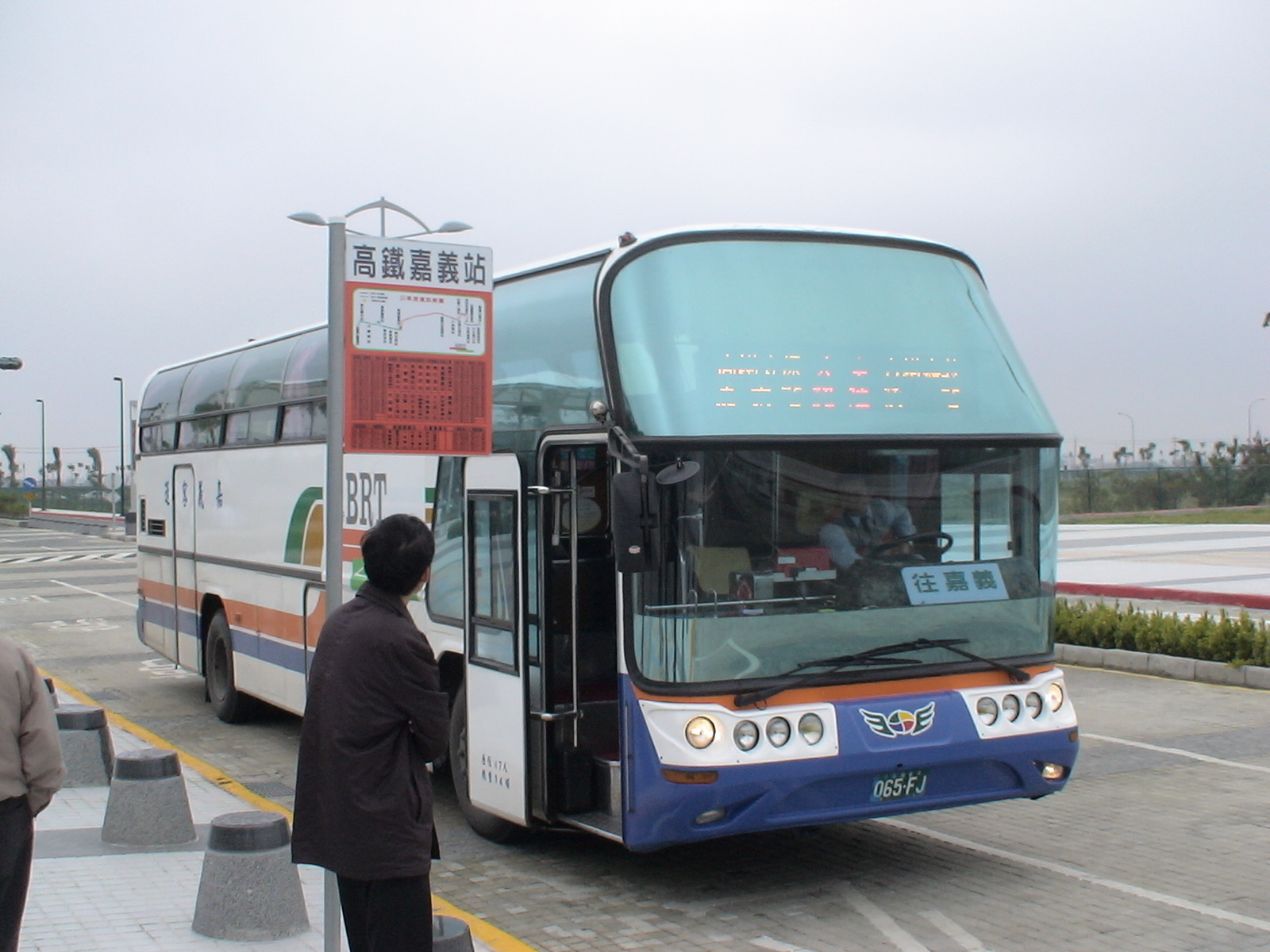
通車初期（2007年）之嘉義BRT站牌及公車

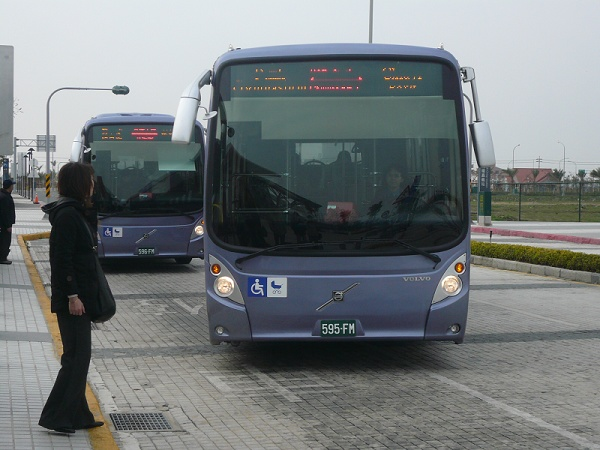
嘉義公車捷運的VOLVO B7R Low Entry車輛

- 2005年：交通部公路總局主辦徵求營運業者招標。
- 2006年
  - 4月17日：公告兩次均因無業者投標而流標，行政院經濟建設委員會來函表示「為避免資源浪費，已公告之相關站台及號誌工程應予暫緩，俟核定營運業者後，再招標施工；嘉義市政府BRT相關工程案件，未招標者暫停招標，如：站台及號誌工程案、人行天橋案等，已簽約者暫先停工」。
  - 11月15日：有鑑於高鐵即將於2007年1月5日通車，而相關配套措施均尚未就緒並且找不到業者經營，針對每部造價約需新臺幣一千萬元、一般業者都負擔不起的低底盤公車，交通部高速鐵路工程局於第三次招標時提折衷辦法：允諾業者先行採傳統公車行駛，之後再分期進購車輛，讓業者有迴旋餘地。第一年添購4輛低底盤公車，第二年增為9輛，第三年則增到全部的12輛。並且考慮業者的負擔，每年最高補助新臺幣3500萬元盈虧額，以連續補助五年為原則。最終才由嘉義客運與交通部公路總局完成簽約並開始籌設啟動建置。
  - 12月8日：高鐵嘉義站聯外BRT計畫嘉義市路段號誌工程第二次公開招標，由東屋股份有限公司得標。
- 2007年
  - 1月5日：嘉義公車捷運配合高鐵通車先行營運，各項設施尚未完整建置，致使BRT車輛行駛市區慢車道、停紅燈、與一般車輛爭道，無法顯現出一般公車與BRT公車快速準點的特色及差異。
  - 1月12日：高鐵嘉義站聯外BRT計畫鐵路人行天橋改善及增建電梯工程委託監造，由正道聯合土木技師事務所得標。
  - 1月15日：高鐵BRT道路、站台、號誌、委託監造服務第三次公開招標，由正道聯合土木技師事務所得標。
  - 2月9日：高鐵嘉義站聯外BRT計畫嘉義市路段道路及站台工程第七次公開招標。
  - 2月16日：高鐵嘉義站聯外BRT計畫嘉義市路段道路及站台工程第七次公開招標流標。
  - 8月10日：全國第一條BRT示範道路及站台工程，由時任嘉義市市長黃敏惠、交通部高速鐵路工程局副局長許俊逸等人舉行動土典禮。許俊逸表示，高鐵建設聯外道路經費新臺幣四百五十億元，嘉義市部分即編列新臺幣九十二億元，五分之一經費用在嘉義市，希望BRT建置工程能如期完工、儘速啟用。嘉義市路段道路及站台工程由展群營造負責建造，得以讓七次流標的BRT工程順利啟動。嘉義BRT路線位於嘉義市轄內的「嘉義市路段道路及站台工程」，全線計有九處站台，高鐵五十米聯外道路、世賢路、自由路與垂楊路等路段的公車專用道工程，包括交通標線、反光標記、專用道標誌、左右轉專用號誌增設等交通工程管制設施，工期為一百八十日工作天，預計民國97年1月31日完工啟用。預估設置公車專用道後之嘉義BRT，行駛臺鐵嘉義站至高鐵嘉義站單程時間約二十分鐘。
- 2008年
  - 1月31日：嘉義BRT的相關系統設施正式完工啟用，於嘉義市自由友愛站及高鐵嘉義站舉行全線通車啟用典禮。公車專用道、低底盤公車、專用站台，優先號誌、公車動態資訊系統及智慧型運輸系統（ITS）均已建置完成，成為全國第一條BRT示範道路[3]。
  - 5月4日：高鐵嘉義站聯外BRT計畫-嘉義縣路段道路及站台工程，由國大營造工程有限公司得標。
- 2010年：總旅客人次突破百萬，每日平均旅次突破2000人。
- 2013年：總旅客人次突破120萬，呈現持續成長趨勢。
- 2014年12月26日：時任嘉義市市長涂醒哲就任後，立即廢止垂楊路段的BRT專用車道，原本預計將拆除車站站體[4]；但經過民意調查，決定保留。[5][6]
- 2015年：因應故宮南院年底開館試營運，預計調整行駛路線。
- 2016年：因應春節期間大嘉義地區民眾的交通需求，嘉義客運公司積極增開班次以服務民眾，並達到有效紓解交通壅塞問題的效果。
- 2020年12月25日：故宮南院為促進觀光發展，與嘉義縣、市政府合作，將7212主線高鐵嘉義站延駛至故宮南院，嘉義市轉運中心延駛至宏仁女中，從此日起在故宮南院及檜意森活村兩站上、下車享免費搭乘。[7]
- 2025春節期間，嘉義BRT共計增開60班次疏運人潮[8]。

## 營運模式

### 7211 朴子轉運站－嘉義公園
營運時間：6:00－23:30（尖峰時段20分鐘一班，離峰時段30分鐘一班，全日雙向共90班次）
行駛路線：朴子轉運站－朴子市四維路－縣道168號－長庚紀念醫院－嘉義縣政府－高鐵嘉義站－高鐵大道（進入嘉義市）－世賢路－自由路－友忠路－中興路－臺鐵嘉義後站－博愛路－嘉雄陸橋－新民路－垂楊路－啟明路－嘉義公園

### 7212 宏仁女中－故宮南院
營運時間：

往故宮南院

每日行駛
0745/0845/0945/1045/1105/
1145/1245/1345/1445/1545/1645

週末行駛
0815/0915/1015/1115/1215/
1315/1415/1515/1615/1715
往宏仁女中

每日行駛
0850/0940/0950/1050/1150/1210/
1250/1350/1450/1550/1650/1750

週末行駛

0920/1020/1120/1220/1320/
1420/1520/1620/1720/1820
行駛路線：故宮南院－高鐵嘉義站－高鐵大道－世賢路－自由路－友忠路－中興路－台鐵嘉義站後站－博愛路一段－北興陸橋－林森西路－忠孝路－宏仁女中
故宮南院及檜意森活村兩站上、下車享免費搭乘。

### 7212A 嘉義公園⇒高鐵嘉義站
營運時間：每日一班，05：30從嘉義公園發車(單向)
行駛路線：高鐵嘉義站－高鐵大道－世賢路－自由路－友忠路－中興路－台鐵嘉義站後站－垂楊路－嘉義公園
連續假期、重大節日疏運期間，視旅客人潮機動增開加班車，提供旅客更密集便利的運輸服務。

## 車站
| 路線                     | 車站名稱                          | 車站名稱                              | 所在地 | 所在地    | 交會路線 |
| 路線                     | 中文                              | 英文                                  | 所在地 | 所在地    | 交會路線 |
| ------------------------ | --------------------------------- | ------------------------------------- | ------ | --------- | --- |
| 嘉義公車捷運             |                                   |                                       |        |           | |

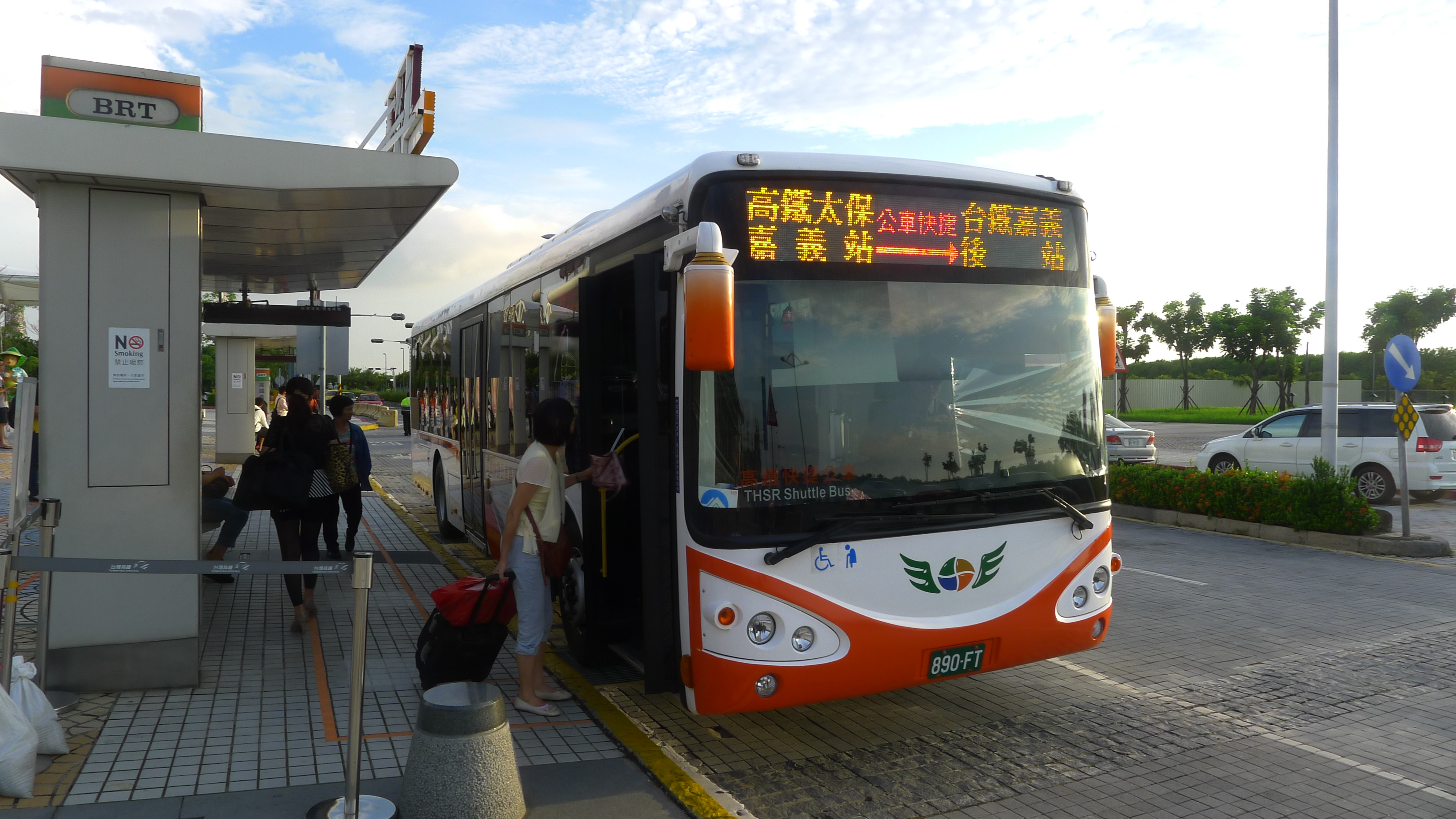
路線編號7212的嘉義BRT公車停靠於高鐵嘉義站外。（2014年）

| Chiayi Bus Rapid Transit |                                   |                                       |        |           | |
| 公園朴子線               | 朴子轉運站                        | Puzi Bus Station                      | 嘉義縣 | 朴子市    | |
| 公園朴子線               | 東石高中站 （往嘉義方向單邊設站） | Dongshi Senior High School            | 嘉義縣 | 朴子市    | |
| 公園朴子線               | 東石國中站 （往朴子方向單邊設站） | Dongshi Junior High School            | 嘉義縣 | 朴子市    | |
| 公園朴子線               | 大槺榔站                          | Dakanglang                            | 嘉義縣 | 朴子市    | |
| 公園朴子線               | 長庚醫院站                        | Chang Gung Memorial Hospital          | 嘉義縣 | 朴子市    | |
| 公園朴子線               | 長庚醫院新站                      | Chang Gung Memorial Hospital New Stop | 嘉義縣 | 朴子市    | |
| 公園朴子線               | 縣政府站                          | Chiayi County Hall                    | 嘉義縣 | 太保市    | |
| 公園朴子線               | 東勢寮站                          | Dongshiliao                           | 嘉義縣 | 太保市    | |
| 公園朴子線               | 後庄站                            | Houzhuang                             | 嘉義縣 | 太保市    | |
| 公園朴子線               | 高鐵嘉義站                        | HSR Chiayi Station                    | 嘉義縣 | 太保市    | 宏仁故宮線 台灣高速鐵路：嘉義                                                                                                  |
| 公園朴子線               | 崙仔頂站                          | Lunziding                             | 嘉義縣 | 太保市    | |
| 公園朴子線               | 嘉義交流道東站                    | Chiayi Interchange East               | 嘉義市 | 西區      | 宏仁故宮線 |
| 公園朴子線               | 大溪厝站                          | Daxicuo                               | 嘉義市 | 西區      | 宏仁故宮線 |
| 公園朴子線               | 世賢北港站                        | ShiXian BeiGang                       | 嘉義市 | 西區      | 宏仁故宮線 |
| 公園朴子線               | 世賢八德站                        | ShiXian BaDe                          | 嘉義市 | 西區      | 宏仁故宮線 |
| 公園朴子線               | 自由友愛站                        | ZiYou YouAi                           | 嘉義市 | 西區      | 宏仁故宮線 |
| 公園朴子線               | 臺鐵嘉義站後站                    | Chiayi Main Station (Rear Station)    | 嘉義市 | 西區      | 宏仁故宮線 臺鐵縱貫線：嘉義 阿里山森林鐵路阿里山線：嘉義 嘉義市公車 忠孝新民幹線（紅線）、中山幹線（綠線）、光林我嘉線（黃線） |
| 公園朴子線               | 新光三越遠東站                    | Shin-Kong Mitsukoshi & Far Eastern    | 嘉義市 | 西區      | 嘉義市公車光林我嘉線（黃線）                                                                                                   |
| 公園朴子線               | 文化路口站                        | WenHua Rd. Intersection               | 嘉義市 | 西區 東區 | 嘉義市公車光林我嘉線（黃線）                                                                                                   |
| 公園朴子線               | 民族停車場站                      | MinZu Parking Lot                     | 嘉義市 | 東區      | |
| 公園朴子線               | 嘉義公園站                        | Chiayi Park                           | 嘉義市 | 東區      | 嘉義市公車中山幹線（綠線）、光林我嘉線（黃線）                                                                                 |

- 公園朴子線總長29.65公里。

| 路線                     | 車站名稱       | 車站名稱                                      | 所在地 | 所在地 | 交會路線 |
| 路線                     | 中文           | 英文                                          | 所在地 | 所在地 | 交會路線 |
| ------------------------ | -------------- | --------------------------------------------- | ------ | ------ | --- |
| 嘉義公車捷運             |                |                                               |        |        | |
| Chiayi Bus Rapid Transit |                |                                               |        |        | |
| 宏仁故宮線               | 宏仁女中站     | Hong Jen Catholic Girls' High School          | 嘉義市 | 東區   | 嘉義市公車忠孝新民幹線（紅線）                                                                                                 |
| 宏仁故宮線               | 後湖站         | Houhu                                         | 嘉義市 | 東區   | 嘉義市公車忠孝新民幹線（紅線）                                                                                                 |
| 宏仁故宮線               | 台斗坑站       | Taidoukeng                                    | 嘉義市 | 東區   | 嘉義市公車忠孝新民幹線（紅線）                                                                                                 |
| 宏仁故宮線               | 文化中心站     | Cultural Center                               | 嘉義市 | 西區   | 嘉義市公車忠孝新民幹線（紅線）                                                                                                 |
| 宏仁故宮線               | 臺鐵嘉義站後站 | Chiayi Main Station (Rear Station)            | 嘉義市 | 西區   | 公園朴子線 臺鐵縱貫線：嘉義 阿里山森林鐵路阿里山線：嘉義 嘉義市公車 忠孝新民幹線（紅線）、中山幹線（綠線）、光林我嘉線（黃線） |
| 宏仁故宮線               | 自由友愛站     | ZiYou YouAi                                   | 嘉義市 | 西區   | 公園朴子線 |
| 宏仁故宮線               | 世賢八德站     | ShiXian BaDe                                  | 嘉義市 | 西區   | 公園朴子線 |
| 宏仁故宮線               | 世賢北港站     | ShiXian BeiGang                               | 嘉義市 | 西區   | 公園朴子線 |
| 宏仁故宮線               | 大溪厝站       | Daxicuo                                       | 嘉義市 | 西區   | 公園朴子線 |
| 宏仁故宮線               | 嘉義交流道東站 | Chiayi Interchange East Station               | 嘉義市 | 西區   | 公園朴子線 |
| 宏仁故宮線               | 高鐵嘉義站     | HSR Chiayi Station                            | 嘉義縣 | 太保市 | 公園朴子線 台灣高速鐵路：嘉義                                                                                                  |
| 宏仁故宮線               | 後庄站         | Houzhuang                                     | 嘉義縣 | 太保市 | |
| 宏仁故宮線               | 故宮南院站     | Southern Branch of the National Palace Museum | 嘉義縣 | 太保市 | |

## 系統設備

### 優先號誌
主要設備分「車上設備」及「車外設備」二部份。車上設備為偵測觸動裝置；車外設備為通訊裝置（採GPRS傳送）及路口號誌控制器，自動判斷若該班次車輛誤點二分鐘以上時，啟動優先號誌系統，車輛若於預定時間內則毋需啟動優先號誌。自嘉義交流道東站起往嘉義市區連續10個路口（暫不包括世賢北港路口）實施優先號誌控制，其餘路口採號誌連鎖以縮短行車時間。
| | |
| - 高鐵大道與埤竹路口（嘉義交流道東車站） - 高鐵大道9K+400 - 高鐵大道10K+300 - 高鐵大道10K+734 - 高鐵大道與大溪厝路口 | - 高鐵大道與世賢路口 - 世賢路與北港路（暫不實施） - 世賢路與竹圍路口 - 世賢路與四維路口 - 世賢路與竹圍四路口 |

### 適用之電子票證
- 一卡通、悠遊卡、icash（多卡通付費系統）

目前尚無車外收費系統。

## 車輛

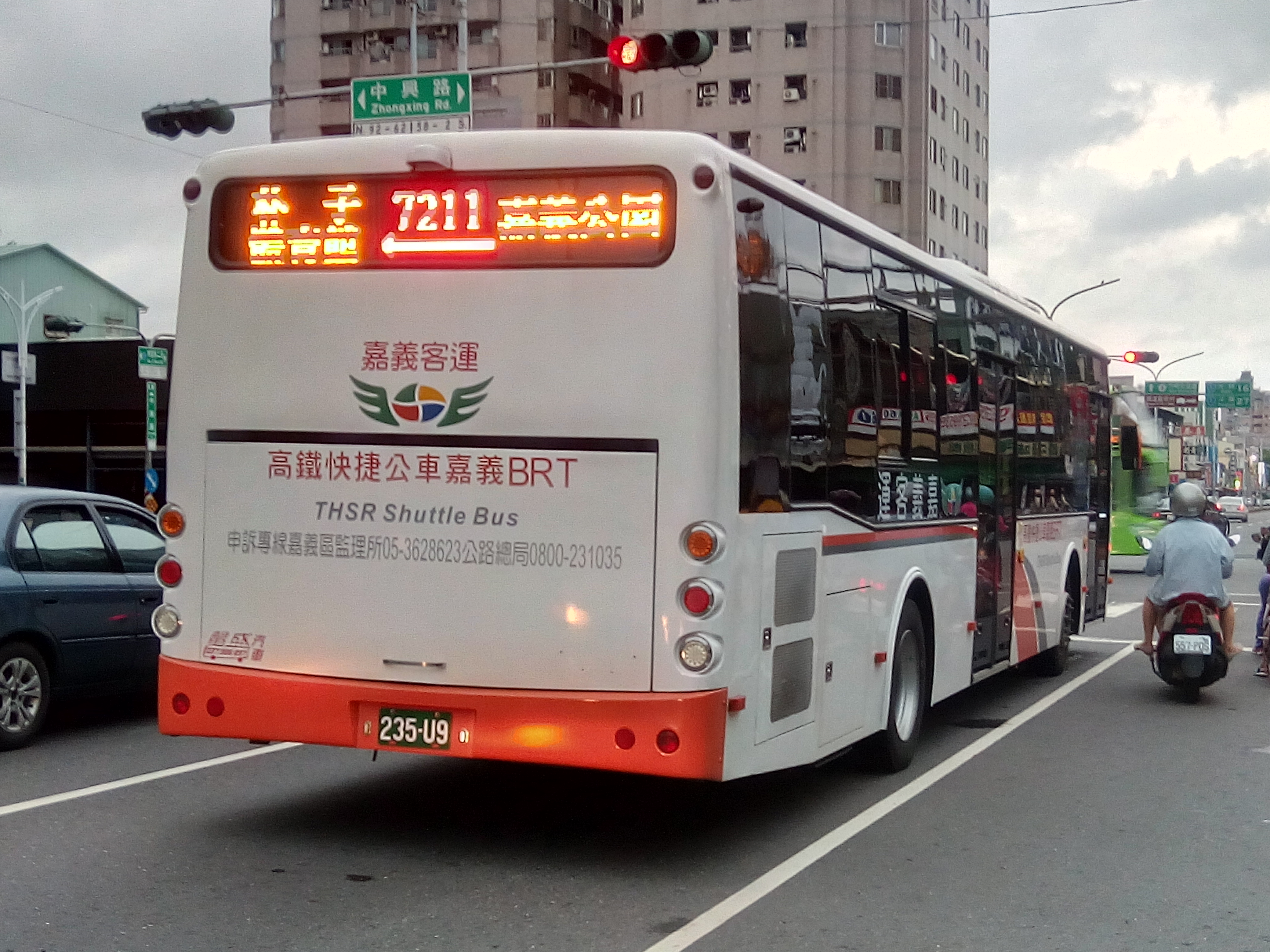
嘉義BRT日野低床車235-U9於中興博愛路口

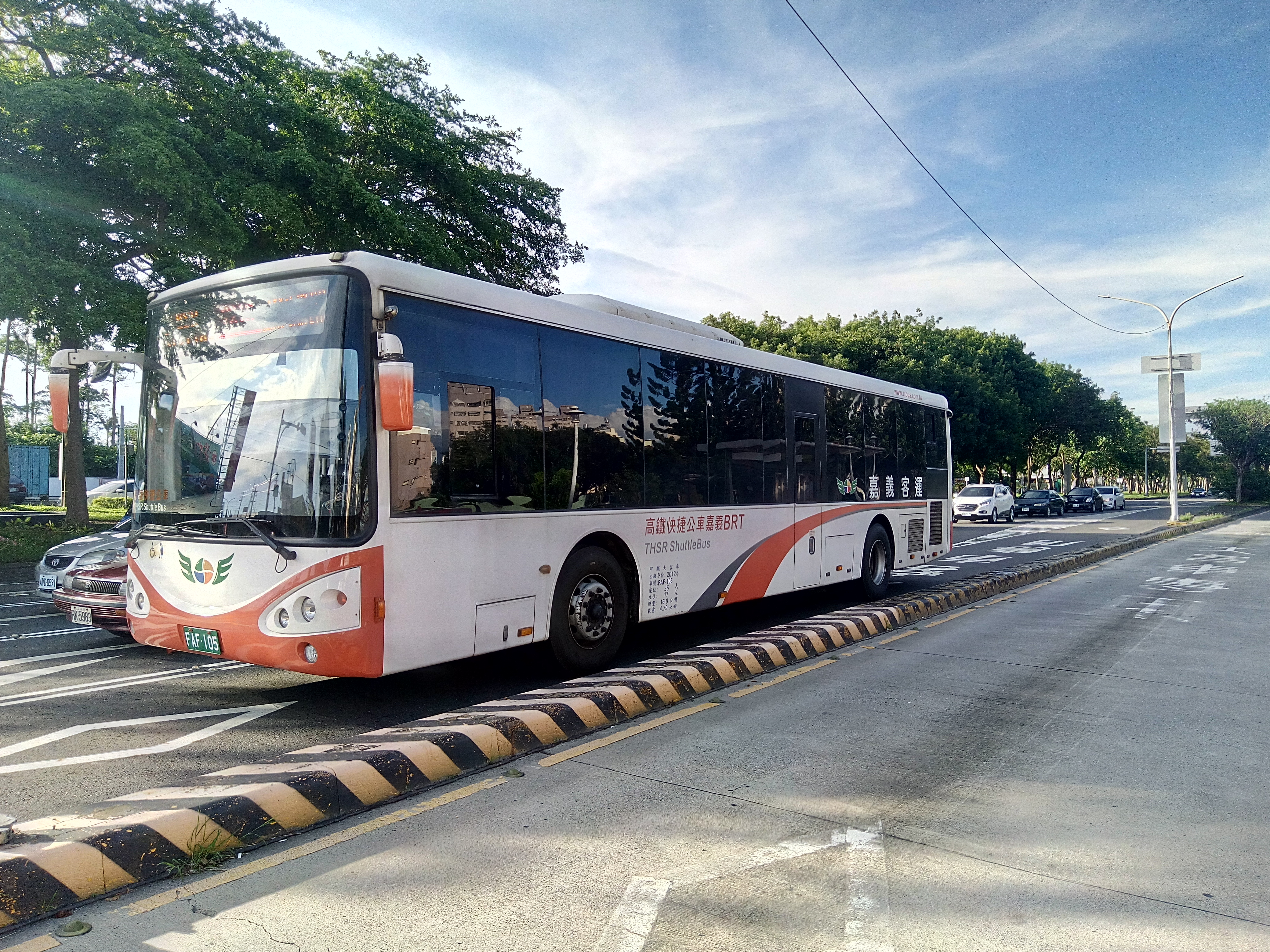
嘉義BRT申沃(Sunwin)低床車-世賢北港站(2016)

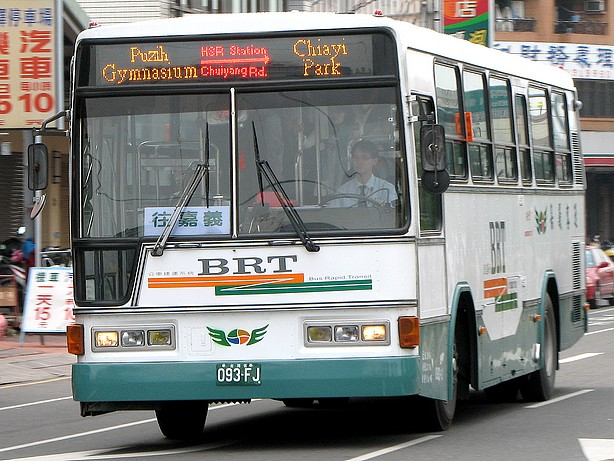
啟用初期的嘉義客運BRT用車（原大南汽車車輛）

嘉義公車捷運，通車初期調用遊覽車、與臺北公車業者二手車，變更塗裝、添增ITS設備即上路。稍後據計畫，將車輛全部汰換為低底盤公車，每部車造價約新臺幣800餘萬元，委託唐榮車輛科技組裝臺灣首見的十八輛外號黑金剛的歐系富豪（VOLVO）B7R Low Entry及一輛中國大陸安源客車無障礙低底盤公車，後引進中國大陸申沃低地板客車行駛，近期亦引進日本日野低地板公車六輛行駛嘉義公車捷運，並將原行駛嘉義公車捷運之其中數輛年份較久之車輛(以Volvo及部分申沃客車)轉移至班車行駛。
- 第一階段：四輛車牌號碼為：592-FM、593-FM、595-FM、596-FM。
- 第二階段：五輛車牌號碼為：508-FM、509-FM、510-FM、511-FM、512-FM。
- 第三階段：四輛車牌號碼為：828-FQ、829-FQ、830-FQ、831-FQ（安源車）。
- 第四階段：三輛車牌號碼為：945-FT、946-FT、960-FT 。
- 第五階段：兩輛車牌號碼為: 985-FT、986-FT。
- 第六階段: 一輛車牌號碼為: FAF-106。
- 第七階段：日本日野(HINO)低地板公車六輛：230-U9、231-U9、232-U9、233-U9、235-U9、236-U9
- 第八階段：日本日野(HINO)低地板公車七輛：266-U9、267-U9、268-U9、269-U9、270-U9、271-U9、272-U9

## 外部連結
- 嘉義客運 - BRT.時刻和路線圖（页面存档备份，存于）
- 嘉義市公車動態系統：7211(BRT1)（页面存档备份，存于）、7212(BRT2) （页面存档备份，存于）
- 嘉義客運公司（页面存档备份，存于）
- 嘉義客運北港線（页面存档备份，存于）
- 交通部高速鐵路工程局－高鐵嘉義站聯外BRT執行方案修正計畫暨執行計畫（文字檔）[]
- 高鐵嘉義站聯外BRT系統建置成果與經驗分享 - 交通部運輸研究所